# Рок Крик Сити (Колорадо)
Рок Крик Сити (енгл. Rock Creek Park) насељено је место без административног статуса у америчкој савезној држави Колорадо.

## Демографија
По попису из 2010. године број становника је 58.
| Група             | 2000.    | 2010.      |
| Белци             | 0 (0,0%) | 52 (89,7%) |
| Афроамериканци    | 0 (0,0%) | 2 (3,4%)   |
| Азијати           | 0 (0,0%) | 0 (0,0%)   |
| Хиспаноамериканци | 0 (0,0%) | 2 (3,4%)   |
| Укупно            | 0        | 58         |